# Vanellus cinereus
La pavoncella cenerina (Vanellus cinereus, Blyth, 1842), è un uccello della famiglia dei Charadriidae.

## Sistematica
Vanellus cinereus non ha sottospecie, è monotipico.

## Distribuzione e habitat
Questo uccello nidifica nella Cina nordorientale, in Corea e Giappone. Sverna in Asia sudorientale, dall'India al Vietnam; è presente anche in Mongolia, Taiwan, Nepal e Bhutan. È di passo in Australia, Malaysia, Indonesia, Russia e Filippine.